# Vaara
Vaara är en klippa i Finland. Den ligger i Karleby i landskapet Mellersta Österbotten, i den centrala delen av landet, 400 km norr om huvudstaden Helsingfors.
Terrängen runt Vaara är mycket platt. Havet är nära Vaara åt nordväst. Runt Vaara är det mycket glesbefolkat, med 6 invånare per kvadratkilometer. Närmaste större samhälle är Lochteå, 8,1 km sydost om Vaara. 